# نقص الفوليك الدماغي
نقص حمض الفوليك الدماغي هو حالة تكون فيها تركيزات 5 ميثيل تيتراهيدروفولات منخفضة في المخ عند قياسها في السائل النخاعي الدماغي على الرغم من كونها طبيعية في الدم.  تظهر الأعراض عادة في حوالي 5 إلى 24 شهرًا من العمر.   بدون علاج، قد يكون هناك ضعف في العضلات، مشاكل في تناسق العضلات، صعوبة في التحدث، وتشنجات. 
أحد أسباب نقص حمض الفوليك الدماغي هو حدوث طفرة في جين مسؤول عن نقل حمض الفوليك، وتحديداً FOLR1 .   وتعد هذه الطفرة وراثية جسمية متنحية .  ويبدو أن الأسباب الأخرى هي متلازمة كيرنز ساير  والأجسام المضادة الذاتية لمستقبلات الفوليك .   
بالنسبة للأشخاص الذين يعانون من طفرة FOLR1، حتى عندما يتم تصحيح النقص النظامي بواسطة حمض الفوليك، يبقى النقص في المخ ويجب وعلاجه بحمض الفوليك . يعتمد النجاح على البدء المبكر للعلاج والعلاج لفترة طويلة من الزمن.   تم وصف أقل من 20 شخصًا يعانون من عيب FOLR1 في الأدبيات الطبية. 

## العلامات والأعراض
الأطفال الذين يعانون من طفرة FOLR1 يولدون بصحة جيدة. تظهر الأعراض عادة في حوالي 5 إلى 24 شهرًا من العمر. تتفاقم الأعراض مع مرور الوقت. بدون علاج، قد يكون هناك ضعف في العضلات، مشاكل في تناسق العضلات، صعوبة في التحدث، وتشنجات.  

## الأسباب
أحد أسباب نقص حمض الفوليك الدماغي هو حدوث طفرة جينية في جين FOLR1 . والتي تورّث بطريقة جسمية متنحية .  ويبدو أن الأسباب الأخرى هي متلازمة كيرنز ساير  والأجسام المضادة الذاتية لمستقبلات الفولات .   

## العلاج
بالنسبة للأشخاص الذين يعانون من طفرة FOLR1، حتى عندما يتم تصحيح النقص النظامي بواسطة الفوليك، يبقى النقص في المخ، ويجب معالجته بحمض الفولينيك . النجاح يعتمد على البدء المبكر للعلاج.  يتطلب العلاج تناول حمض الفولينيك لفترة طويلة من الزمن.  تم وصف أقل من 20 شخصًا يعانون من عيب FOLR1 في الأدبيات الطبية.  أدى العلاج بالجرعات الدوائية من حامض الفولينيك أيضًا إلى تصحيح بعض الأعراض لدى الأطفال المصابين بنقص حمض الفوليك الدماغي واختبار إيجابي للأجسام المضادة الذاتية لتلقي بروتين مستقبلات ألفا. 